# Osnovna šola Jurija Dalmatina Krško
Osnovna šola Jurija Dalmatina Krško je največja Osnovna šola v mestni občini Krško. Osnovna šola Jurija Dalmatina Krško je javni zavod, ki izvaja osnovnošolsko izobraževanje po programu devetletne osnovne šole otrok od 1. do 9. razreda. Pouk poteka v eni zgradbi v dopoldanskem času. Po navadi se začne ob 8:20, predure se začnejo ob 7:30. Približno polovica učencev je vozačev, ki se vsak dan v šolo pripeljejo s šolskimi avtobusi in kombiji.  V šolskem letu 2024/2025 je bilo vpisanih 757 učencev (35 oddelkov). Zraven šole je spominski park Jurija Dalmatina. Šola ima 33 učilnic, računalnico, bazen in 3 športne dvorane.